# Joost Broerse
Joost Broerse (* 8. května 1979, De Bilt, Nizozemsko) je nizozemský fotbalový obránce nebo defensivní záložník, který v současné době působí v klubu PEC Zwolle. Mimo Nizozemska hrál na Kypru v klubu APOEL FC.

## Klubová kariéra
V červenci 2012 přestoupil do PEC Zwolle.
V sezoně 2013/14 vyhrál s PEC nizozemský fotbalový pohár (KNVB beker), finále proti Ajaxu Amsterdam skončilo poměrem 5:1. Na začátku sezony 2014/15 vyhrál Johan Cruijff Schaal (nizozemský Superpohár, výhra 1:0 opět nad Ajaxem).